# Lieja-Bastoña-Lieja 1932
La Lieja-Bastogne-Lieja 1932 fue la 22.ª edición de la clásica ciclista Lieja-Bastoña-Lieja. La carrera se disputó el domingo 5 de mayo de 1932, sobre un recorrido de 214 km. El vencedor final fue el belga Marcel Houyoux que venció al esprint. Sus compatriotas Leopold Roosemont y Gérard Lambrechts fueron segundo y tercero respectivamente. 

## Clasificación final
| Posición | Ciclista          | Equipo          | Tiempo   |
| -------- | ----------------- | --------------- | -------- |
| 1        | Marcel Houyoux    | -               | 6h32'02" |
| 2        | Leopold Roosemont | -               | s.t.     |
| 3        | Gérard Lambrechts | -               | s.t.     |
| 4        | Hermann Buse      | Atala           | s.t.     |
| 5        | Cornelius Leemans | -               | s.t.     |
| 6        | Achille Viane     | -               | s.t.     |
| 7        | Eugène Gybels     | -               | s.t.     |
| 8        | Alphons De Beule  | -               | s.t.     |
| 9        | Kurt Stöpel       | Atala           | s.t.     |
| 10       | Georges Lemaire   | Wendels-Jenatzy | s.t.     |